# Patrice Tillie
Pour les articles homonymes, voir Tillie.
Patrice Tillie, né le 3 novembre 1964 à Alger, est un joueur international français de water-polo.

## Biographie
Patrice Tillie compte 36 sélections avec l'équipe de France masculine de water-polo, disputant notamment les Jeux olympiques d'été de 1992 à Barcelone ; les Français terminent à la onzième place.
Il évolue en club au Cercle des nageurs de Nice, au Racing club de France et au Cacel Nice ; avec ce dernier, il est quadruple champion de France au début des années 1990.

## Famille
Son père Guy Tillie est un joueur international de volley-ball. Son frère Laurent Tillie a également été volleyeur international français avant de devenir entraîneur.
Ses neveux, Kim et Killian sont professionnels de basket-ball, alors que Kévin pratique le volley-ball,.